# Porsche Taycan
De Porsche Taycan is de naam voor de eerste generatie volledig elektrische Porsche, welke initieel als concept car te zien was op de 2015 Frankfurt Motor Show op 14 september 2015. De auto werd voorgesteld met de tijdelijke naam Mission E.
Op 8 juni 2018 maakte Porsche bekend dat de naam van de nieuwe in productie te nemen elektrische auto (sterk gelijkend op het studiemodel Mission E) Taycan zou worden. De auto werd gepresenteerd als Turbo en Turbo S op 4 september 2019. De Taycan Turbo beschikt over 510 kW (680 pk), de Turbo S over 570 kW (761 pk). De maximale snelheid is 260 km/h voor beide modellen. 

## Beschrijving
De Porsche Taycan is de eerste volledige elektrische auto van Porsche. De Taycan wordt aangedreven door twee elektromotoren, één op de voor- en één op de achteras. Alle wielen van de auto worden individueel aangedreven en geregeld door het Porsche Torque vectoring system. De twee elektrische motoren produceren samen 500 (Turbo) respectievelijk 560 kW (Turbo S). 
De batterijen kunnen geladen worden door een inductieplaat of met een laadkabel. Porsche claimt dat met het gebruik van een speciale gelijkstroomsnellader de batterij binnen vijf minuten te laden is voor 100 kilometer extra actieradius. Thuisladen kan met een maximale capaciteit van 11 kW wisselstroom, optioneel met 22 kW wisselstroom. De speciale batterijen hebben een capaciteit van maximaal 93,4 kWh waarmee een actieradius mogelijk is van 450 kilometer voor de Turbo en tot 412 kilometer voor de Turbo S.
Opmerkelijk is dat Porsche als typeaanduiding de term Turbo gebruikt terwijl er geen turbo in de auto aanwezig is.

## Taycan 4 Cross Turismo
De Porsche Mission E Cross Turismo is een studiemodel dat op 8 maart 2018 tijdens de Autosalon van Genève geïntroduceerd werd als vervolg op de Mission E. De auto werd van studiemodel verder ontwikkeld tot productiefase, en op 4 maart 2021 werd de Porsche Taycan Cross Turismo gelanceerd.